# اللغة السلوفينية
السلوفينية (الاسم المحلي لها: Slovenščina) هي إحدى اللغات السلافية. يستخدمها حوالي مليوني شخص، معظمهم يعيشون في سلوفينيا.

## الأبجدية
ترتكز الأبجدية السلوفينية بالأساس على الأبجدية اللاتينية، وحروفها كما يلي :
A B C Č D E F G H I J K L M N O P R S Š T U V Z Ž
لا تستعمل الحروف التالية Q, W, X, Y سوى في الأسماء الأجنبية، وأحيانا في الكلمات الدخيلة. بشكل عام يتم تكييف الكلمات الأجنبية أو الدخيلة إلى الهجاء السلوفاني (مثل menedžer، rizling، apartma، nivo).